# سيد أبرار حسين (دبلوماسي)
سيد أبرار حسين هو دبلوماسي باكستاني متقاعد، عُرف بخدمته سفيرًا لباكستان لدى كلٍّ من أفغانستان والكويت ونيبال.

## بداية حياته

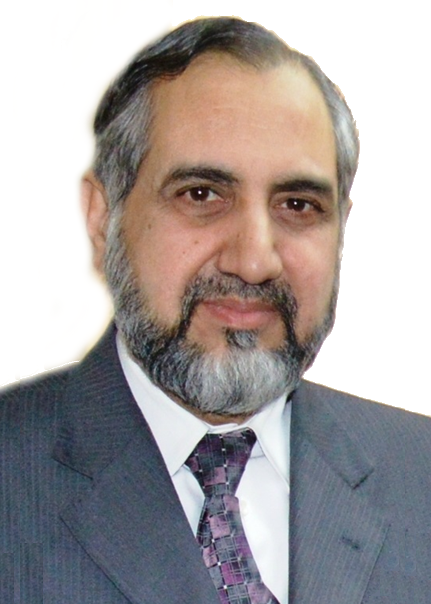
سيد أبرار حسين، سفير باكستان لدى نيبال والكويت وأفغانستان 2008-2017.

التحق أبرار حسين بالخدمة المدنية في عام 1983 ضمن الدفعة العاشرة، واستمر في العمل مدة خمسة وثلاثين عامًا. وعمل في السلك الدبلوماسي في عدة دول بصفات مختلفة، من بينها: الكويت (1987–1989)، جدّة (1993–1995)، براغ (1995–1997)، قندهار (1999–2001)، بيروت (2001–2002)، وبروناي (2005–2006).

## المسيرة المهنية
شغل منصب سفير باكستان لدى نيبال بين عامي 2008 و2011. وخلال تلك الفترة نظّم أول معرض لمنتجات «صُنع في باكستان» في مركز التجارة العالمي بمدينة كاتماندو بين 19 و23 مايو 2010، بالتعاون مع مركز باكستان التجاري والمعارض في إسلام آباد، وقد أصبح هذا الحدث تقليدًا سنويًّا لاحقًا في نيبال. كما شهدت فترة عمله هناك زيارة رئيس وزراء باكستان يوسف رضا جيلاني إلى نيبال في 26 أبريل 2010. واستمر حسين في تقديم المنح الدراسية للطلبة النيباليين، والتبرعات، وتوفير سيارات إسعاف للمستشفيات، فضلًا عن تنظيم أمسيات موسيقية لفنانين باكستانيين مثل شفقة أمانت علي في أبريل 2009.
تسلّم حسين منصبه سفيرًا لباكستان في الكويت في أبريل 2013. وخلال فترة خدمته، زار رئيس وزراء الكويت الشيخ جابر المبارك الحمد الصباح باكستان، وكانت هذه أول زيارة على هذا المستوى منذ سبع سنوات، وأسهمت في تعزيز العلاقات الثنائية بين البلدين. في يناير 2014، أُنهيت مهمته في الكويت ليتولى منصبًا جديدًا في أفغانستان.
قدّم أوراق اعتماده سفيرًا لباكستان لدى أفغانستان في 25 مارس 2014، وظل في كابل لأكثر من ثلاث سنوات. وقد شملت فترة عمله زيارتين رسميتين للرئيس الأفغاني أشرف غني إلى إسلام آباد، وزيارات لكلٍّ من رئيس الوزراء نواز شريف والرئيس ممنون حسين إلى كابل، بالإضافة إلى محادثات السلام (مثل محادثات مري، واللجنة الرباعية)، وزيارة قائد الجيش الأفغاني إلى الأكاديمية العسكرية الباكستانية، والمساعدات الباكستانية في مجالات الصحة والتعليم والبنية التحتية، إلى جانب استئناف العمل في مشروع طريق تورخم – جلال آباد، وجهود تحسين العلاقات الثنائية. كما نظّم فعاليات إحياء الذكرى الـ138 والـ139 لميلاد الشاعر محمد إقبال، وشارك فيها عدد من الباحثين الأفغان الذين كتبوا عن إقبال، وتم تكريم البروفيسور عبد الله بختناي خِدمتگار، أول أفغاني ألّف كتابًا عن إقبال في عام 1956. وقد جُمعت الأوراق البحثية المقدَّمة في تلك الندوات ونُشرت لاحقًا من قِبل السفارة الباكستانية في كابل.

## التقاعد
تقاعد السفير أبرار حسين من وزارة الخارجية الباكستانية في أواخر عام 2017 بصفته أمينًا خاصًا.

## الحياة الشخصية
حصل سيد أبرار حسين على درجة الماجستير في الأدب الإنجليزي من جامعة بشاور عام 1979. وهو متزوج ولديه ولدان.